# Посёлок центральной усадьбы совхоза «Восток»
Посёлок центральной усадьбы совхоза «Восток» — посёлок в муниципальном образовании «город Армавир» Краснодарского края России. Входит в состав Приреченского сельского округа.

## География
Посёлок расположен в юго-восточной части края, гранича с территорией Северной Промзоны города Армавир.

## История
Согласно Закону Краснодарского края от 1 апреля 2004 года № 684-КЗ Посёлок центральной усадьбы совхоза «Восток» вошёл в состав образованного муниципального образования город Армавир.

## Население
| 2002 | 2010 | 2012 |
| ---- | ---- | ---- |
| 931  | ↘876 | ↗966 |

## Инфраструктура
МБУЗ Городская многопрофильная больница Офис Воп Восток.
Дворец культуры.

## Транспорт
Выезд на федеральную автомагистраль Р-217 Кавказ.
Остановка общественного транспорта «С/з Восток».